# Davide Calabria
Davide Calabria (Brescia, 1996. december 6. –) olasz válogatott labdarúgó, jobbhátvéd.

## Pályafutása

### Klubcsapatokban

#### AC Milan
Calabria 2006 óta az AC Milan játékosa, a klub különböző ifjúsági csapataiban játszott egészen a Primaveráig (U19). 2014-ben került a Primaverába, és Filippo Inzaghi kezei alatt sokat fejlődött. Calabria  alapembere lett a csapatnak és megnyerte a Viareggio-i ifjúsági tornát.
2015. május 30-án, 18 évesen debütált az első csapatban a Serie A-ban az Atalanta ellen, a 84. percben Mattia De Sciglio helyére állt be az 1–3-as idegenbeli győzelem alkalmával. 2015. július 15-én Calabria hivatalosan is felkerült az első csapatba.
A következő szezonban már az első trófeáját emelhette magasba, miután csapata az olasz szuperkupa döntőjében büntetőkkel diadalmaskodott a Juventus felett. Fejlődése a következő szezonokban is folytatódott és fokozatosan a Rossoneri hátvédsorának egyik alapemberévé vált.
A 2020–21-es szezonban 32 meccsével és két góljával jelentős szerepet játszott abban, hogy az AC Milan sok év után visszajutott a Bajnokok Ligájába. 2021 júliusában Calabria 2025 júniusáig meghosszabbította szerződését a Milannal. A 2021–22-es szezonban az Atalanta ellen a szezon leggyorsabb Serie A-gólját szerezte, és több mérkőzésen is csapatkapitányként lépett pályára. Még ugyanebben a kiírásban csapatával megnyerte az olasz bajnokságot.
Alessio Romagnoli távozását követően a 2022–23-as idény elején Davide Calabria lett az AC Milan csapatkapitánya. Pályára lépett a 2022-es olasz szuperkupában, amelyet a csapat 3–0-ra elveszített a rivális Inter Milan ellen Rijádban. A Rossoneri színeiben lejátszott 200. tétmérkőzését 2023. január 29-én ünnepelte, a Sassuolo elleni 5–2-es hazai vereség alkalmával.
A 2024–25-ös szezon elején Calabria elveszítette helyét a kezdőcsapatban az új igazolás, Emerson Royal érkezésével. Teljesítményét éles kritikák érték, ráadásul nézeteltérései támadtak Paulo Fonseca vezetőedzővel, akit végül 2024. december 29-én menesztettek. A helyére kinevezett Sérgio Conceição érkezésével sem javult a helyzete: egy alkalommal majdnem tettlegességig fajult a kettejük közötti konfliktus, miután Calabria dühében belerúgott egy palackba, amely eltalálta a portugál trénert. 2025. január 11-én megfosztották a csapatkapitányi karszalagtól, amelyet Mike Maignan kapott meg. Végül 2025. február 1-jén, 18 év után – egy Scudettóval és két Olasz Szuperkupával a háta mögött – Calabria kölcsönben távozott az AC Milantól 2025. június 30-ig. A felek nem hosszabították meg az olasz védő június 30-ig tartó szerződését így ő 10 év után véglegesen távozott az együttestől.

#### Bologna
2025. február 1-jén Davide Calabria elhagyta az AC Milan Milanello edzőközpontját, hogy csatlakozzon a Bologna csapatához. Február 3-án hivatalosan is bejelentették, hogy Calabria kölcsönben a 2024–25-ös idény végéig a Bologna játékosa lett. 2025. május 14-én Calabria pályafutása első Coppa Italia-győzelmét ünnepelhette, miután a római Stadio Olimpicóban rendezett döntőben a Bologna legyőzte korábbi csapatát, az AC Milant. Calabria így a pályán vett revansot azon edzőn, aki a klubtól való távozásának fő oka volt. A Bologna számára ez történelmi diadal volt, hiszen pontosan 51 évvel az utolsó, 1974-es Olasz Kupa-siker után hódították el ismét a trófeát. Kölcsönszerződése után távozott a csapattól.

### A válogatottban
Calabria 2015. október 13-án, az Írország elleni selejtezőmérkőzésen debütált az olasz U21-es válogatottban.
2017 júniusában Luigi Di Biagio menedzser nevezte Olaszország válogatottjába a 2017-es U21-es Európa-bajnokságra. 2017. június 27-én Olaszország az elődöntőben Spanyolország ellen 3–1-es vereséget szenvedett, így kiesett a tornáról.
A Roberto Mancini által irányított felnőtt válogatottban a 2020. november 11-i, Észtország elleni barátságos mérkőzésen Firenzében lépett először pályára, a 4–0-s győzelem alkalmával a 80. percben csereként állt be. Első tétmérkőzésén 2020. november 18-án lépett először pályára, Lorenzo Insignét váltotta a 94. percben a Bosznia-Hercegovina ellen 2–0-ra megnyert szarajevói UEFA Nemzetek Ligája-mérkőzésen.

## Statisztika

### Klubcsapatokban
| Klub           | Szezon         | Bajnokság      | Bajnokság | Bajnokság | Kupa  | Kupa | Európai | Európai | Egyéb | Egyéb | Összesen | Összesen |
| Klub           | Szezon         | Liga           | Mérk.     | Gól       | Mérk. | Gól  | Mérk.   | Gól     | Mérk. | Gól   | Mérk.    | Gól      |
| -------------- | -------------- | -------------- | --------- | --------- | ----- | ---- | ------- | ------- | ----- | ----- | -------- | -------- |
| AC Milan       | 2014–15        | Serie A        | 1         | 0         | 0     | 0    | —       | —       | —     | —     | 1        | 0        |
| AC Milan       | 2015–16        | Serie A        | 6         | 0         | 2     | 0    | —       | —       | —     | —     | 8        | 0        |
| AC Milan       | 2016–17        | Serie A        | 12        | 0         | 1     | 0    | —       | —       | —     | —     | 13       | 0        |
| AC Milan       | 2017–18        | Serie A        | 21        | 1         | 4     | 0    | 5       | 0       | —     | —     | 30       | 1        |
| AC Milan       | 2018–19        | Serie A        | 26        | 1         | 2     | 0    | 4       | 0       | 1     | 0     | 33       | 1        |
| AC Milan       | 2019–20        | Serie A        | 25        | 1         | 2     | 0    | —       | —       | —     | —     | 27       | 1        |
| AC Milan       | 2020–21        | Serie A        | 32        | 2         | 1     | 0    | 6       | 0       | —     | —     | 39       | 2        |
| AC Milan       | 2021–22        | Serie A        | 26        | 2         | 3     | 0    | 4       | 0       | —     | —     | 33       | 2        |
| AC Milan       | 2022–23        | Serie A        | 25        | 1         | 1     | 0    | 6       | 0       | 1     | 0     | 20       | 1        |
| AC Milan       | 2023–24        | Serie A        | 29        | 1         | 2     | 0    | 4       | 0       | 1     | 0     | 37       | 1        |
| AC Milan       | 2024–25        | Serie A        | 7         | 0         | 1     | 1    | 5       | 0       | —     | —     | 13       | 1        |
| Bologna        | 2024–25        | Serie A        | 11        | 0         | 2     | 0    | 0       | 0       | —     | —     | 13       | 0        |
| Teljes karrier | Teljes karrier | Teljes karrier | 221       | 9         | 21    | 1    | 36      | 0       | 3     | 0     | 280      | 10       |

### A válogatottban
| Olaszország | Olaszország | Olaszország |
| Év          | Mérk.       | Gól         |
| ----------- | ----------- | ----------- |
| 2020        | 2           | 0           |
| 2021        | 3           | 0           |
| 2022        | 2           | 0           |
| Össz.       | 7           | 0           |

## Sikerei, díjai
AC Milan
- olasz szuperkupa: 2016[5]
- Serie A: 2021–22[36]

 Bologna FC
- olasz kupa: 2024–25[37]

 Olaszország
- UEFA Nemzetek Ligája – 3. hely: 2020–21[38]

## Fordítás
Ez a szócikk részben vagy egészben  a   Davide Calabria című angol Wikipédia-szócikk ezen változatának fordításán alapul.  Az eredeti cikk szerkesztőit annak laptörténete sorolja fel. Ez a jelzés csupán a megfogalmazás eredetét és a szerzői jogokat jelzi, nem szolgál a cikkben szereplő információk forrásmegjelöléseként.